# Raffaello Parenti
Raffaello Parenti (Firenze, 23 agosto 1907 – Pisa, 14 dicembre 1977) è stato un presbitero, matematico, paleontologo e antropologo italiano.

## Biografia
Raffaello Parenti a soli 22 anni (nel luglio 1929) conseguì, col massimo dei voti, la laurea in Scienze matematiche presso l'Università di Firenze, discutendo la tesi in Analisi matematica: Le serie sommabili e la loro applicazione all'integrazione delle equazioni differenziali. Questa formazione di base, indizio di una vocazione al rigore del pensiero, ha successivamente improntato tutta la sua vita scientifica.
Dopo la laurea fu ammesso al Seminario Maggiore Arcivescovile di Firenze dove fu ordinato sacerdote nel 1933.

Dal 1933 al 1938 insegnò Matematica e fisica al Seminario fiorentino. 

Nel 1939 s'iscrisse al corso di laurea in Scienze naturali dell'Università di Firenze, dove conseguì la laurea, nel giugno 1941, col massimo dei voti e lode, discutendo la tesi in Antropologia dal titolo: Appunti sulla craniologia del Fezzan.
Nel gennaio 1941 era stato nominato assistente volontario alla cattedra di Antropologia dell'Università di Firenze, e nell'ottobre 1941 fu nominato assistente incaricato alla medesima cattedra.
Nel frattempo proseguiva la sua opera di docente presso il Seminario fiorentino, ove insegnò Fisica e Scienze naturali dal 1939 a 1952, fu vice-rettore dal 1933 al 1938 e prefetto degli studi dal 1959 alla data della morte.
Nell'ottobre 1947 rinunziò al posto di assistente incaricato, ritornando nella posizione di assistente volontario: si trattò, probabilmente, sia di un modo di rinunciare ufficialmente al denaro, sia di un momentaneo bisogno di libertà e vincoli che gli imponeva la posizione entro l'Università.
Nell'ottobre 1948 conseguì la libera docenza in Antropologia.

Nell'anno accademico 1948-1949 iniziò la sua collaborazione con l'ateneo pisano con un corso libero parificato di Biologia delle razze umane divenuto poi corso ufficiale, che tenne fino al 1958.
Nel 1953 ricevette dalla Facoltà di scienze matematiche, fisiche e naturali dell'Università di Pisa l'incarico di Antropologia, disciplina di cui divenne, in seguito a concorso, professore straordinario nel 1968.

Nel frattempo non aveva interrotto i rapporti con l'ateneo fiorentino, anche se tenne sempre a precisare che a Firenze erano la sua famiglia naturale e quella spirituale del suo sacerdozio, ma che la vera sede della sua attività scientifica ed universitaria in genere era quella di Pisa.
Nel 1953-1954 fu professore incaricato di Biologia delle razze umane, dal 1954 al 1964 di Biologia umana e dal 1964 al 1968 di Paleontologia umana presso l'Università di Firenze. Dopo aver vinto il concorso a cattedra ritenne suo dovere abbandonare ogni altro incarico universitario e conservò con l'ateneo fiorentino rapporti solo personali: non volle però mai, malgrado il superlavoro che gli procurava, lasciare il posto di prefetto degli studi del Seminario di Firenze.
A partire dal 1938 fu socio della Società italiana per il progresso delle scienze.

Dal 1941 alla data della morte fu socio ordinario della Società italiana per l'antropologia e la etnologia, in cui ricoprì, tra l'altro, le cariche di bibliotecario, consigliere, vice presidente, redattore capo e direttore scientifico della rivista Archivio per l'Antropologia e la Etnologia.

Dal 1948 fu membro ordinario dell'Istituto italiano di antropologia, in cui ricoprì la carica di consigliere a partire dal 1972.

Dal 1949 fu socio della Società toscana di scienze naturali residente in Pisa, di cui divenne vice presidente nel gennaio 1970.

Dal 1950 fu membro della Società italiana di genetica ed eugenica, ora Associazione genetica italiana.

Dal 1952 fu membro della sezione italiana della Biometric society.

Dal 1954 fu socio dell'Istituto italiano di preistoria e protostoria e dell'Istituto italiano di paleontologia umana di cui fu vicepresidente.

Nel 1968 divenne membro fondatore dell'International association of human biologists.

Dal novembre 1975 all'epoca della morte promosse la fondazione e curò lo statuto della Federazione delle istituzioni antropologiche italiane.

Dal 1976 fu membro del Permanent council of the International union of anthropological and ethnological sciences.
 Durante le adunanze scientifiche delle suddette società presentò oltre una ventina di comunicazioni di elevato interesse scientifico.

## Attività di Ricerca scientifica
Le pubblicazioni di Raffaello Parenti ammontano a 67. 
Particolare interesse presenta pure la serie dei lavori dedicati allo studio della trasmissione ereditaria del colore delle iridi: l'applicazione combinata di osservazioni fisiche, anatomiche e di metodologie statistiche appropriata ha consentito all'autore di avanzare un'ipotesi genetica di dimeria diallelica, con eterovalenza intracoppia ed isovalenza intercoppia, cui si aggiunge l'effetto della variabilità paratipica. Nell'ambito delle pubblicazioni a scopo prevalentemente didattico non può essere trascurato il grosso volume di dispense intitolato Biologia delle razze umane il quale, malgrado fosse edito in Pisa nel 1955, è servito come base per l'impostazione del corso istituzionale di Biologia delle popolazioni umane (1969-1970), e contiene numerosi spunti originali che hanno costituito l'oggetto di studi particolari, metodologici e genetici. Sempre nel campo della metodologia genetica, i lavori sulla variabilità paratipica nel gemelli propongono un nuovo metodo di scomposizione della variabilità fenotipica per i caratteri discontinui.
L'antropologia del Neolitico ed Eneolitico costituisce, nell'insieme dei lavori di antropologia preistorica, la parte quantitativamente più cospicua. Nell'ambiente scientifico internazionale R. Parenti era infatti considerato uno dei massimi specialisti di antropologia del Neolitico italiano: per questa ragione fu chiamato, nel 1966, come relatore nella tavola rotonda Anthropologie des Neolithikums vom Orient bis Nordeuropa per la parte relativa all'Italia: l'accurato lavoro di molti mesi è riassunto nell'articolo che fu poi aggiornato e pubblicato a Colonia nel 1973 e che rappresenta tuttora il lavoro di sintesi fondamentale in questo settore di ricerca. Notevole è pure il contributo che ha dato alla conoscenza del Mesolitico italiano ed europeo: si tratta di un complesso di quattro lavori in cui vengono trattati problemi di sistematica tipologica e di popolamento. Sempre nel campo della paleoantropologia, sono da menzionare due contributi di particolare interesse per le teorie originali in essi contenute:
- il primo, pubblicato nel 1973 sul fascicolo del Journal of human evolution dedicato all'illustre Raymond Dart, espone la teoria di R. Parenti sull'esistenza di un'alternanza di tendenze quantitative (evidenziabili specialmente sotto forma di aumento della capacità cranica) e qualitative (riguardanti soprattutto cambiamenti dell'architettura del cranio neurale) durante quella parte dell'evoluzione umana che egli definì sapientizzazione;
- il secondo, rimasto in forma di dattiloscritto per una serie di vicende indipendenti dalla volontà dell'autore, ma che avrebbe dovuto costituire parte di un trattato di paleontologia a cura di A. Azzaroli, propone un nuovo inquadramento tassonomico dei Neanderthaliani e delle forme neandertaloidi, che si suggerisce di assegnare al novo taxon «Homo antiquus» nelle sue varietà «steinheimensis», «neanderthalensis», «australis» ed «orientalis».

Raffaello Parenti è stato, in Italia, il fondatore della paleoserologia: oltre e più che dalle pubblicazioni su questo argomento (nove, di cui la maggior parte in collaborazione con allievi) la sua attività è documentabile attraverso le tavole rotonde da lui organizzate, la costituzione del laboratorio di paleoserologia e paleobiochimica e, infine, notando come la tavola rotonda internazionale di paleogenetica organizzata nell'ambito del II Congresso nazionale di antropologia (Trieste, ottobre 1978) sia stata intitolata alla sua memoria.

## Opere
- Geografia generale. Firenze : [s.n.]. 1941.
- Contributo alla conoscenza della craniologia del Fezzan. In: Archivio per l'antropologia e la etnologia, vol. 65. 1945.
- Paolo Graziosi, L'età della pietra in Somalia : [recensione]. In: Rivista di scienze preistoriche, n. 3, pp. 241-242. 1946.
- Antropologia della Somalia meridionale : risultati della Missione Puccinoni 1935. In: Archivio per l'antropologia e la etnologia, vol. 77-78-79, pp. 89-112. 1947/49.
- Ossa umane provenienti da un deposito dell'Età del bronzo in località Galleraie. In: Rivista di scienze preistoriche, n. 1-2, pp. 3-78. 1954.
- I resti scheletrici umani del Neolitico Ligure. In: Palaeontographia Italica, vol. 50. (Piero Messeri, in collaborazione con). 1955.
- Biologia delle razze umane : lezioni tenute nelle Università di Pisa e di Firenze, anno accademico 1954-55. Pisa : Libreria Goliardica. 1955.
- Resti umani dell'Età del bronzo in Toscana. In: Actes du 4. Congres International du Quaternaire : Rome-Pise, Aout -Septembre 1953. Roma : Istituto nazionale di paleontologia umana, pp. 666-673. 1956.
- Lo scheletro umano della "tomba del cane" a Ripoli : contributo alla conoscenza antropologica del Neo-Eneolitico italiano. In: Archivio per l'antropologia e la etnologia, vol. 87, pp. 5-94. 1957.
- Su un metodo di valutazione dei rapporti tra variabilità ambientale e variabilità genetica in caratteri umani a modalità alternative. In: Convegno di genetica, Atti III Riunione A.G.I., suppl. a: La ricerca scientifica, a. 27. 1957.
- Geografia generale. Firenze : Seminario maggiore. 1958
- Antropologia fisica. Pisa : Libreria scientifica G. Pellegrini. 1959.
- Calvario cromagnonoide trovato in un deposito mesolitico del bacino fucense (Abruzzo). In: Archivio per l'antropologia e la etnologia, vol. 90. 1960.
- Resti scheletrici umani dell'epoca mesolitica provenienti da due grotte del bacino fucense (Abruzzo). Archivio per l'antropologia e la etnologia, vol. 91, pp. 10-43. 1961.
- Antropologia dei resti scheletrici dello Scoglietto (Età del Bronzo). Archivio per l'antropologia e la etnologia, vol. 92, pp. 8-103. 1962.
- Studio antropologico d'un gruppo di scheletri eneolitici, riferibili alla Civilta di Rinaldone. Parte 2. : Tipologia gruppale. In: Archivio per l'antropologia e la etnologia, vol. 95, pp. 6-27. 1965.
- I paleoominidi di Olduvai e il loro significato sistematico. In: Archivio per l'antropologia e la etnologia, vol. 96, n. 1-2-3, pp. 113-120. 1966.
- Possibilità di una diagnosi di gruppo sanguigno ABO in ossa umane / Giuliana Berti, Raffaello Parenti. In: Archivio per l'antropologia e la etnologia, vol. 96, n. 1-2-3, pp. 53-55. 1966.
- Gli scheletri umani di Ponte S. Pietro (cultura Rinaldone) nel contesto antropologico della provincia tirrenica, all'epoca dei primi metalli. In: Archivio per l'antropologia e la etnologia, vol. 97, pp. 18-34. 1967.
- Le razze e i popoli della Terra / Renato Biasutti [con la collaborazione di R. Parenti et al.]. [4. ed. riv.]. Torino : UTET. 1967.
- Trovamenti eneolitici presso Tarquinia / Barbara E. Barich, Francesco P. Bonadonna, Silvana Borgognini, Raffaello Parenti. In: Origini : preistoria e protostoria delle civiltà antiche, n. 1, pp. 173-246. 1968.
- Resti scheletrici umani raccolti in tombe a forno della bassa Valle della Fiora. In: Archivio per l'antropologia e la etnologia, vol. 100, pp. 148-195. 1970.
- Sulla statura degli uomini cromagnoniani dei "Balzi Rossi" (Grimaldi). In: Archivio per l'antropologia e la etnologia, vol. 101, pp. 38-62. 1971.
- Scheletri paleolitici della grotta delle Veneri presso Parabita (Lecce) / Giuliano Cremonesi, Raffaello Parenti, Silvana Romano. Firenze : Istituto italiano preistoria e protostoria, pp. 106-117. 1972.
- Studio antropologico di uno scheletro giovanile d'epoca gravettiana raccolto nella grotta Paglicci (Rignano Garganico) / Francesco Mallegni, Raffaello Parenti. In: Rivista di antropologia, vol. 58, pp. 318-348. 1972.
- Lezioni di Antropologia Fisica. Libreria scientifica Giordano Pellegrini. Pisa. 1973.
- Lezioni di Antropologia Fisica. Atlante iconografico.  Libreria scientifica Giordano Pellegrini. Pisa. 1973. (F. Mallegni, a cura di)
- Introduzione allo studio dell'Antropologia fisica.  Libreria scientifica Giordano Pellegrini. Pisa. 1974.
- L'evoluzione dell'uomo. In: Enciclopedia della natura, vol. 7. Bologna : Casini. 1974.
- Il giovane paleolitico della caverna delle Arene Candide / Sergio Sergi, Raffaello Parenti, Giorgio Paoli. In: Studi di paletnologia, paleoantropologia, paleontologia e geologia del Quaternario, N.S., vol. 2, pp. 13-38. 1974.
- Luigi Cardini (1898-1971). In: Memorie dell'Istituto di paleontologia umana, n. 2., p. 7-8. 1974.
- Gli scheletri mesolitici della caverna delle Arene Candide (Liguria) / Giorgio Paoli, Raffaello Parenti, Sergio Sergi. In: Memorie dell'Istituto italiano di paleontologia umana, N.S., vol. 3, pp. 34-154. 1980.

### Su Raffaello Parenti
- Pardini E., Raffaello Parenti, 1907-1977. In: Archivio per l'antropologia e la etnologia, vol. 108, pp. 396-399. 1978.
- Raffaello Parenti (1907-1977). In: L'Anthropologie, vol. 83, p. 391. 1979.
- Corrain C., Considerazioni sull'attività scientifica di Raffaello Parenti. In: Archivio per l'antropologia e la etnologia, vol. 109- 110. 1980.